# Primera Divisió 2004-2005
La Primera Divisió 2004-2005 fu la decima edizione del campionato andorrano di calcio disputato tra il 19 settembre 2004 e il 1º maggio 2005 e concluso con la vittoria del UE Sant Julià, al suo primo titolo.

## Formula
Tutto invariato rispetto alla stagione precedente. Le squadre partecipanti furono 8 e il campionato venne diviso in due fasi. Nella prima parte della stagione le squadre si incontrarono in un turno di andata e ritorno per un totale di 14 partite. Le prime 4 furono inserite in un girone playoff mentre le rimanenti 4 giocarono in un girone al termine del quale l'ultima fu retrocessa in Segona Divisió.
La vincente fu qualificata alla Coppa UEFA 2005-2006 e la seconda classificata alla Coppa Intertoto 2005.

## Squadre partecipanti
| Club                    | Città               | Posizione 2003-04   |
| ----------------------- | ------------------- | ------------------- |
| FC Lusitanos            | Andorra la Vella    | 6°                  |
| FC Encamp               | Encamp              | 4°                  |
| Inter Club d'Escaldes   | Escaldes-Engordany  | 7°                  |
| FC Rànger's             | Andorra la Vella    | 3°                  |
| Principat               | Andorra la Vella    | 5°                  |
| FC Santa Coloma         | Santa Coloma        | Campione di Andorra |
| UE Sant Julià           | Sant Julià de Lòria | 2°                  |
| Atlètic Club d'Escaldes | Escaldes-Engordany  | Segona Divisió      |

Tutte le partite furono disputate nello Estadi Comunal d'Aixovall.

## Stagione regolare
|  | Pos. | Squadra          | Pt | G  | V  | N | P  | GF | GS | DR  |
|  | ---- | ---------------- | -- | -- | -- | - | -- | -- | -- | --- |
|  | 1.   | Sant Julià       | 39 | 14 | 13 | 0 | 1  | 42 | 8  | +34 |
|  | 2.   | Rànger's         | 36 | 14 | 12 | 0 | 2  | 46 | 13 | +33 |
|  | 3.   | FC Santa Coloma  | 33 | 14 | 11 | 0 | 3  | 43 | 15 | +28 |
|  | 4.   | Principat        | 19 | 14 | 6  | 1 | 7  | 19 | 21 | -2  |
|  | 5.   | Inter Escaldes   | 17 | 14 | 5  | 2 | 7  | 27 | 37 | -10 |
|  | 6.   | Encamp           | 8  | 14 | 2  | 2 | 10 | 11 | 32 | -21 |
|  | 7.   | Lusitans         | 7  | 14 | 2  | 1 | 11 | 13 | 37 | -24 |
|  | 8.   | Atlètic Escaldes | 6  | 14 | 2  | 0 | 12 | 11 | 49 | -38 |

Legenda:

      Ammessa ai play-off
      Ammessa ai play-out
Note:

Tre punti a vittoria, uno a pareggio, zero a sconfitta.

## Seconda fase
Le squadre mantengono i punti conquistati nella prima fase.

### Playoff
|                    | Pos. | Squadra         | Pt | G  | V  | N | P  | GF | GS | DR  |
| ------------------ | ---- | --------------- | -- | -- | -- | - | -- | -- | -- | --- |
| Andorra (bandiera) | 1.   | Sant Julià      | 54 | 20 | 18 | 0 | 2  | 61 | 14 | +47 |
|                    | 2.   | Rànger's        | 51 | 20 | 17 | 0 | 3  | 59 | 15 | +44 |
|                    | 3.   | FC Santa Coloma | 37 | 20 | 12 | 1 | 7  | 50 | 26 | +24 |
|                    | 4.   | Principat       | 20 | 20 | 6  | 2 | 12 | 23 | 45 | -18 |

### Playout
|  | Pos. | Squadra          | Pt | G  | V | N | P  | GF | GS | DR  |
|  | ---- | ---------------- | -- | -- | - | - | -- | -- | -- | --- |
|  | 5.   | Inter Escaldes   | 25 | 20 | 7 | 4 | 9  | 36 | 44 | -8  |
|  | 6.   | Lusitans         | 17 | 20 | 5 | 2 | 13 | 24 | 48 | -24 |
|  | 7.   | Atlètic Escaldes | 15 | 20 | 5 | 0 | 15 | 19 | 58 | -39 |
|  | 8.   | Encamp           | 15 | 20 | 4 | 3 | 13 | 19 | 41 | -22 |

Legenda:

      Campione di Andorra e qualificato alla Coppa UEFA
      Qualificato alla Coppa Intertoto
      Retrocessa in Segona Divisió
Note:

Tre punti a vittoria, uno a pareggio, zero a sconfitta.

### Verdetti
- Campione di Andorra: UE Sant Julià
- Qualificato alla Coppa UEFA: UE Sant Julià
- Qualificato alla Coppa Intertoto: FC Rànger's
- Retrocesse in Segona Divisió: FC Encamp